# Ilja Škurenjov
Ilja Jurjevič Škurenjov (rusky Илья Юрьевич Шкуренёв (* 11. ledna 1991) je ruský atlet, vícebojař, halový mistr Evropy v sedmiboji z roku 2015.
V roce 2010 získal na juniorském mistrovství světa v atletice stříbrnou medaili v desetiboji. Z mistrovství Evropy si zatím odvezl dvakrát bronzovou medaili ze soutěže destibojařů – vybojoval ji v Helsinkách v roce 2012 i v Curychu v roce 2014. V březnu 2015 se stal vítězem sedmiboje na evropském halovém šampionátu v Praze.
Jeho osobní rekord v desetiboji je 8601 bodů z roku 2017, v halovém sedmiboji pak 6353 bodů z roku 2015.
Na MS v atletice 2017 v Londýně startoval za nezávislé sportovce, závod v desetiboji však nedokončil. V následující sezóně vybojoval na evropském šampionátu v Berlíně v soutěži desetibojařů stříbrnou medaili.